# Gustaf Cronström
Gustaf Cronström, född 24 januari 1685, död 2 december 1743 i Stockholm, var en svensk hovman.

## Biografi
Gustaf Cronström föddes 1685. Han var son till assessorn Peter Cronström och Johanna Grau. Cronström blev 16 februari 1692 student vid Uppsala universitet och senare hovjunkare. Han blev 12 augusti 1712 vice ceremonimästare och fick 16 november 1720 kammarherres rang och karaktär. Cronström blev 1729 ordinarie ceremonimästare och 28 mars 1732 överceremonimästare. Han avled 1743 i Stockholm och begravdes 13 december samma år.

### Familj
Cronström gifte sig 6 november 1716 i Stockholm med friherrinnan Maria Catharina Lagercrona (död 1762), som var dotter till generalmajoren Anders Lagercrona och Margareta Gyllenadler.